# 삼국지 X
《삼국지 X》(三國志X, Romance of the Three Kingdoms X)는 코에이의 삼국지 전략 게임 시리즈 중 10번째 게임이다.

## 개요
다시 삼국지Ⅷ의 시스템을 이어받아 전 무장 플레이가 가능하게 되었다. 문관끼리의 1대1 대결인 설전(舌戰)이 최초로 등장하였고, 행동력의 제한이 사라진 대신 일단위로 명령을 실시간으로 진행하도록 하였다. 재야일 때 할 수 있는 일이 거의 없었던 이전작들에 비해, 주막 의뢰, 능력치 단련 등의 요소가 등장하였고 병과 종류와 내정 파라미터의 종류를 늘리는 한편 일기토·설전·전투에 있어서도 도중명령 하나하나를 플레이어가 모두 조종할 수 있도록 하는 등 전작인 삼국지Ⅸ에 비해 플레이의 자유도를 대폭 향상시켰다. 또한 이전작들에서 후반으로 갈수록 전투가 지루해졌던 점을 개선해 한 지역을 놓고 거시적으로 대결하는 전역(戰役)의 개념이 추가되었고, 기존 시리즈에서는 역사적인 사건을 극히 일부만 이벤트 형식으로 다룬 반면, 삼국지Ⅹ에서는 계속되는 사건들을 시간 순서에 따라 이어가는 '역사 이벤트 콤보' 시스템을 최초로 도입하였다. 파워업키트에서는 시나리오와 이벤트가 추가되었고, 특히 연령의 제한이 없는 시나리오가 등장, 속작에 영향을 주었다. 그리고 육아의 요소가 다시 등장하였으며, 장수의 능력으로 부대를 짜서 전투를 펼치는 트라이얼 모드가 신설되었다. 그리고 최초로 외부의 사진자료를 삼국지 무장 얼굴로 등록할 수 있도록 편집기능을 제공하였다.
대한민국에 수입될 때에는 낙랑이 한반도내에 위치한 것으로 묘사하였다는 이유로 (삼국지 Ⅸ 등, 전작에서도 종종 낙랑이라는 지명이 쓰였으나 문제없이 넘어가 왔음에도) 심의 보류되는 일이 있었다. 후에 해당 지역은 위치가 변경되고 명칭도 동답으로 수정되어 심의를 통과하였다.